# Плодопитомник (Ішимський район)
Плодопито́мник (рос. Плодопитомник) — селище (колишній присілок) у складі Ішимського району Тюменської області, Росія.
Населення — 833 особи (2010, 987 у 2002).
Національний склад станом на 2002 рік:
- росіяни — 94 %